# Newport (hop)
Newport is een hopvariëteit, gebruikt voor het brouwen van bier.
Deze hopvariëteit is een "bitterhop", bij het bierbrouwen voornamelijk gebruikt voor zijn bittereigenschappen. Deze Amerikaanse hopvariëteit werd gekweekt bij Agricultural Research Service (ARS) te Corvallis, Oregon als vervanger voor de variëteit Galena.

## Kenmerken
- Alfazuur: 13,5 – 17%
- Bètazuur: 7,2 – 9,1%
- Eigenschappen: bitterhop met hoog alfazuurgehalte